# Fuero de Sepúlveda
El fuero de Sepúlveda fue un ordenamiento jurídico medieval por el que se regían los pueblos que integran la Comunidad de Villa y Tierra de Sepúlveda. Su texto reproduce privilegios otorgados en 940 por el conde Fernán González
Fue confirmado en 1076 por Alfonso VI de León y ratificado por el rey Fernando IV de Castilla en 1305.Aunque no está derogado de manera oficial, tras la muerte de Fernando VII el 29 de septiembre de 1833, ningún monarca volvería a confirmar el fuero y en la actualidad la Comunidad de Villa y Tierra de Sepúlveda camufla el fuero dentro de un reglamento de régimen interior aprobado en 1926 y reformado en varias ocasiones hasta 1995.
Su relevancia en el proceso de la Reconquista motivó que posteriormente fuera aplicado a otras localidades, como Roa o Uclés (1179) en el Reino de Castilla y Teruel (1172) en el Reino de Aragón.